# Pesti Vigadó

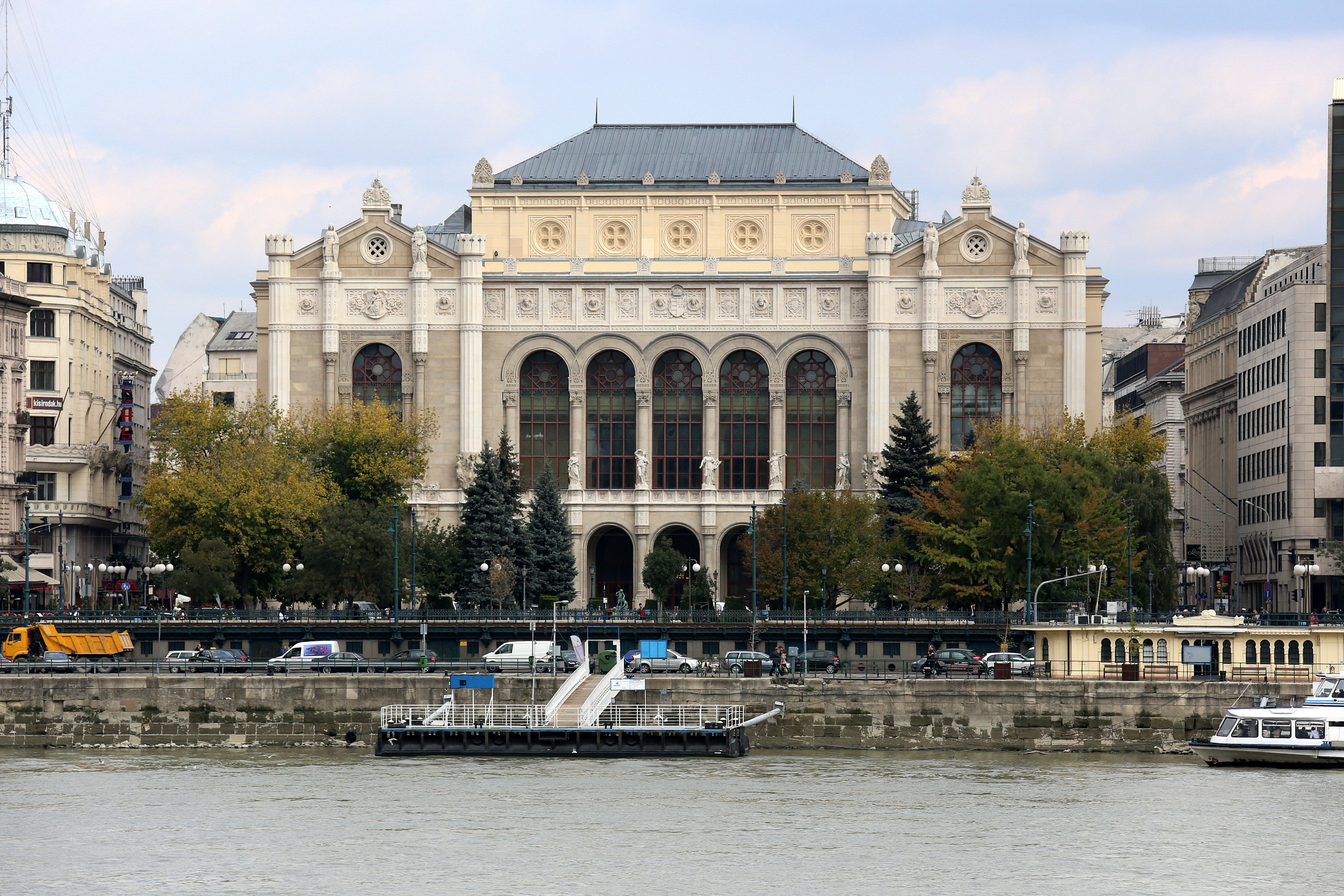
Pesti Vigadó vom gegenüberliegenden Donauufer aus gesehen (2013)

Das Pesti Vigadó, auch als Pester Redoute bezeichnet, ist ein Ball- und Konzerthaus in Budapest. Es liegt am linken Donauufer zwischen Kettenbrücke und Elisabethbrücke im V. Bezirk in der Innenstadt von Pest. Das Vigadó wurde von 1860 bis 1864 nach Plänen von Frigyes Feszl im Stil der Romantik errichtet und zuletzt von 2004 bis 2014 renoviert. Der klassizistische Vorgängerbau von Mihály Pollack am selben Ort bestand von 1829 bis 1849.

## Geschichte

### Erstes Konzerthaus (Redoute)

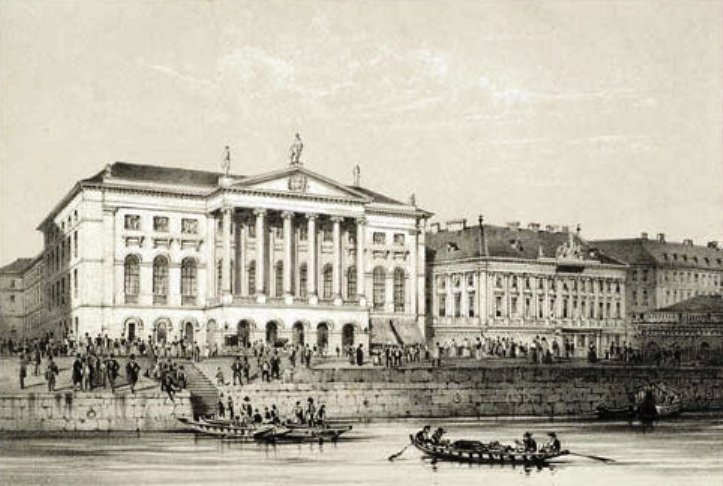
Ansicht des ersten Pester Konzerthauses (Redoute), undatiert

Das erste Konzerthaus (ung. vigadó) von Pest, das ursprünglich als Redoute bezeichnet wurde, befand sich im gleichen Häuserblock wie das 1812 fertiggestellte Deutsche Theater Pest. Während das Theater zum heutigen Vörösmarty tér hin ausgerichtet war, zeigte die repräsentative Fassade des Konzerthauses zur Donau. Die beiden Teile des Gebäudekomplexes wurden Anfang des 19. Jahrhunderts gemeinsam geplant, aus Kostengründen wurde aber zunächst nur das deutsche Theater errichtet. Erst von 1829 bis 1832 folgte der Bau der Redoute nach Plänen des Architekten Mihály Pollack, der den ursprünglichen Entwurf Johann Amanns überarbeitet hatte. Das Gebäude im klassizistischen Stil prägte vor allem durch seinen Portikus mit sechs ionischen Säulen das Bild des Pester Donauufers. Auch der Innenraum war prächtig dekoriert. Im Konzerthaus befanden sich neben einem großen und einen kleinen Konzert- bzw. Ballsaal auch eine Konditorei, ein Kaffeehaus und ein Restaurant.
Die Redoute wurde 1849 bei der Bombardierung von Pest während der Belagerung von Ofen zerstört.

### Zweites Konzerthaus

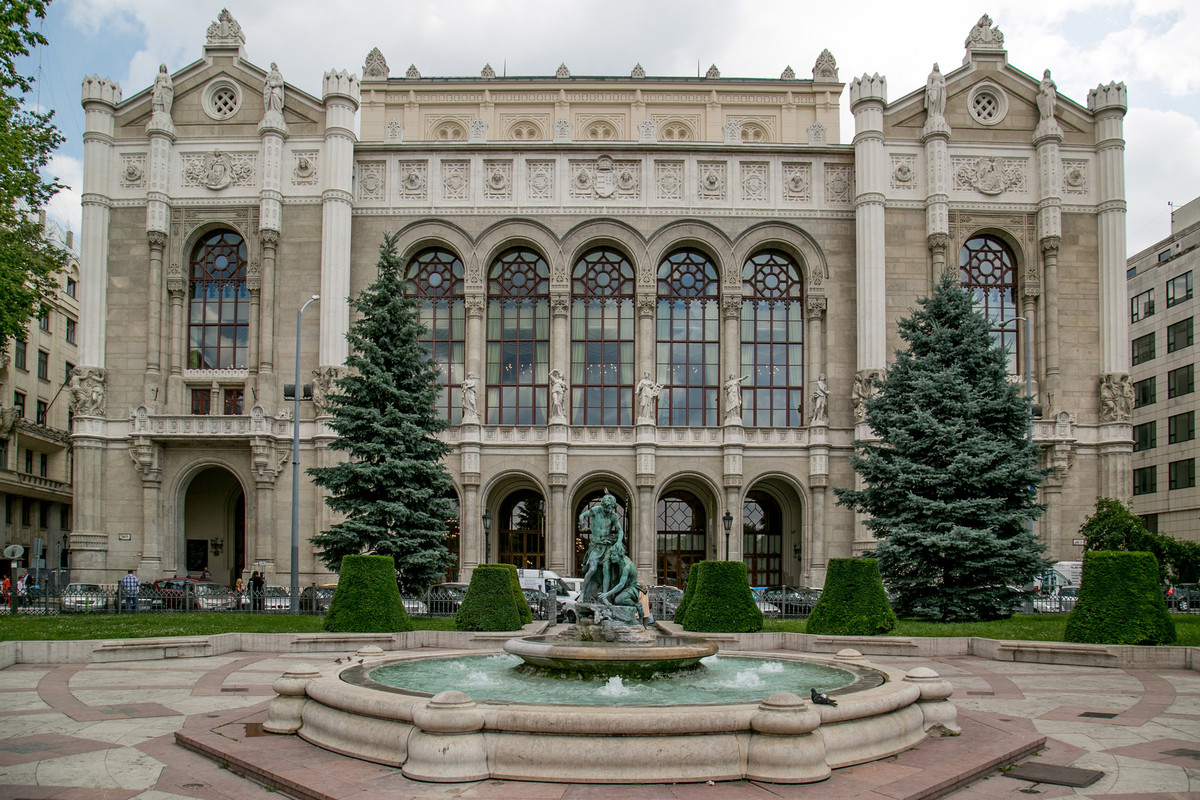
Pesti Vigadó mit dem Vorplatz Vigadó tér (2017)

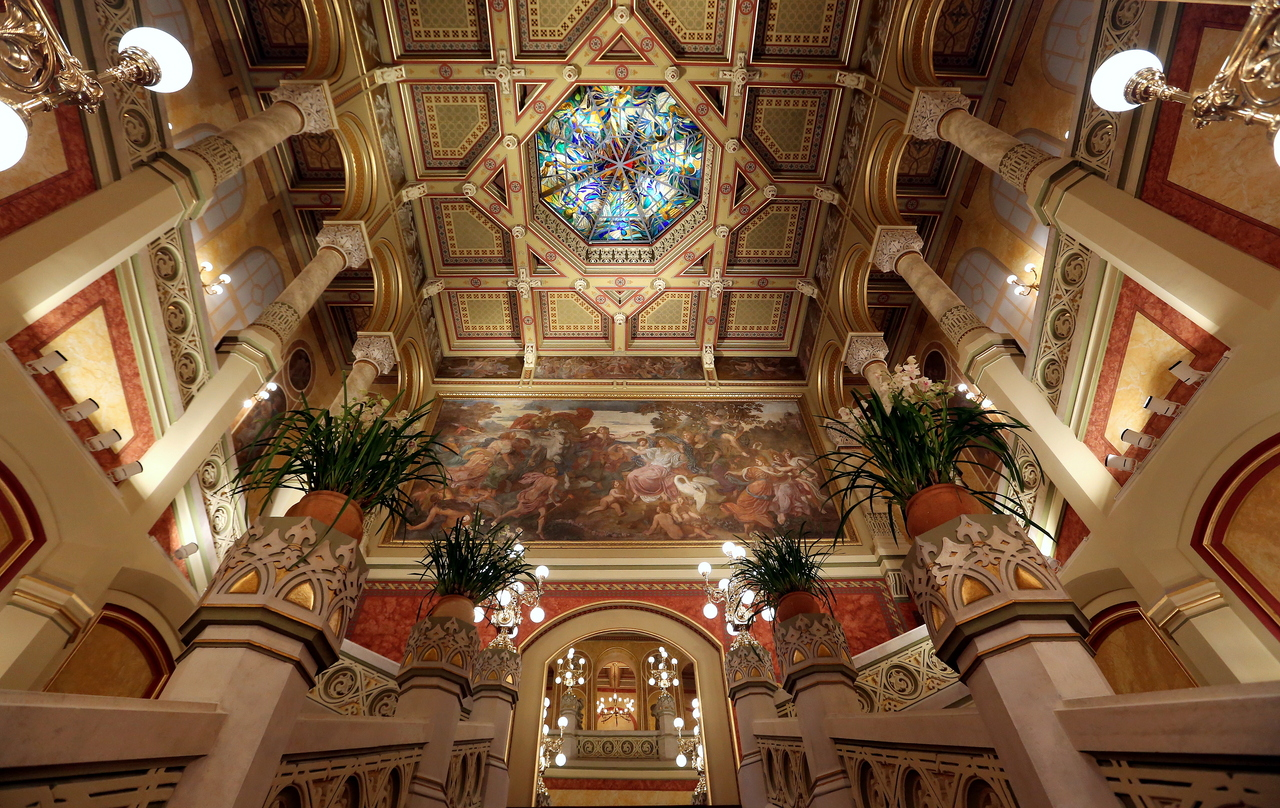
Rekonstruiertes Treppenhaus des Vigadó (2014)

Der Neubau des Konzerthauses, von dem nur Ruinen übrig geblieben waren, erfolgte von 1860 bis 1864 nach Plänen des Architekten Frigyes Feszl. Der Bau des Vigadó gilt als Höhepunkt der Architekturepoche der Romantik in Ungarn. Das Gebäude wurde am 15. Januar 1865 mit einem Ball feierlich eröffnet. Zentrale Elemente waren die Säle im ersten Stock, die für Bälle, Konzerte und Feiern genutzt wurden. Daneben waren im Vigadó wie im Vorgängerbau ein Kaffeehaus und ein Restaurant sowie ein Bierkeller untergebracht. Es wurde somit zu einer Art „Salon der Landeshauptstadt“.
In der Zeit des Königreichs Ungarn war das Vigadó das bedeutendste Ball- und Konzerthaus der 1873 vereinigten Hauptstadt Budapest. Unter anderem wurden die Werke Franz Liszts, Béla Bartóks, der hier 1905 sein Debüt gab, Johann Strauss’, Antonín Dvořáks und Claude Debussys aufgeführt. Liszt und Richard Wagner richteten 1875 im Vigadó gemeinsam ein Benefizkonzert für den Bau des Bayreuther Festspielhauses aus. Zu den Pianisten, die im frühen 20. Jahrhundert im Vigadó auftraten, zählten Artur Rubinstein, Ernő Dohnányi und Annie Fischer.
Im Zweiten Weltkrieg wurde das Konzerthaus stark beschädigt. Die kommunistische Führung erteilte erst Ende der 1950er-Jahre die Genehmigung für den Wiederaufbau des Vigadó, der von 1968 bis 1980 dauerte. Neben seiner alten Funktion als Konzerthaus beherbergte das Gebäude nun in der Vigadó-Galerie als Ersatz für den 1960 abgerissenen Nationalsalon auch zahlreiche Kunstausstellungen.
Das Konzerthaus wurde 2004 geschlossen und anschließend renoviert, wobei die Innenausstattung aus dem 19. Jahrhundert teilweise rekonstruiert wurde. Unter anderen wurden der kleine Konzertsaal, das Treppenhaus und die Lobby restauriert und eine Aussichtsterrasse hinzugefügt. Das Vigadó wurde am 14. März 2014 offiziell wiedereröffnet.